# Anja Javoršek
Anja Javoršek (27. veljače 1996.), slovenska skijašica skakačica. Članica je SSK Zagorje i slovenske B reprezentacije. Skače na Elanovim skijama. 
Prvi je put sudjelovala na FIS-ovom natjecanju kad je imala 12 godina. Bilo je to 21. siječnja 2009. na Kontinentalnom pokalu u Toblachu. Na svjetskom prvenstvu juniorki u Predazzu osvojila je srebro. Na natjecanjima Alpskog kupa 2013. pet je puta uspjela biti u prvih deset. Na Olimpijskom festivalu europske mladeži u Rasnovu 2013. godine, osvojila je srebro u ekipnoj konkurenciji i 13. mjesto u pojedinačnoj konkurenciji.
Od 2014. godine natječe se u Svjetskom kupu. Prvo natjecanje Svjetskog kupa na kojem se natjecala bilo je ono u Planici, na kojem je bila 26. i 25. (25. i 26. siječnja 2014.). Prije toga 2014. bila je dvaput u prvih deset u Alpskom kupu 2014. u Predazzu.

## Vanjske poveznice
- Anja Javoršek na stranicama Međunarodne skijaške federacije